# Hidrogenofosfat de sodiu
Hidrogenofosfatul de sodiu (denumit și fosfat disodic sau fosfat de sodiu dibazic) este un compus anorganic cu formula chimică Na2HPO4, fiind unul dintre tipurile de săruri fosfat de sodiu. Se regăsește în formă anhidră, cât și sub formă de hidrați (cu 2, 7, 8 și 12 molecule de apă de cristalizare). Toate formele sunt hidrosolubile, iar cea anhidră este higroscopică.

## Obținere
Hidrogenofosfatul de sodiu este o sare care se obține în urma reacției de neutralizare a acidului fosforic cu hidroxid de sodiu:
{\displaystyle {\ce {H3PO4 + 2 NaOH -> Na2HPO4 + 2 H2O}}}
La nivel industrial, sarea se prepară în două etape în urma reacției dintre fosfatul dicalcic și bisulfat de sodiu, precipitând sulfat de calciu:
{\displaystyle {\ce {CaHPO4 + NaHSO4 -> NaH2PO4 + CaSO4}}}
În a doua etapă, soluția obținută de fosfat monosodic este neutralizată parțial:
{\displaystyle {\ce {NaH2PO4 + NaOH -> Na2HPO4 + H2O}}}

## Proprietăți  chimice
pH-ul soluțiilor apoase au valoarea de la 8,0 la 11,0, fiind astfel cu caracter bazic:
{\displaystyle {\ce {HPO4^2- + H2O <=> H2PO4- + OH-}}}